# Hexatoma triangularis
Hexatoma triangularis är en tvåvingeart som först beskrevs av Enrico Adelelmo Brunetti 1912.  Hexatoma triangularis ingår i släktet Hexatoma och familjen småharkrankar. Inga underarter finns listade i Catalogue of Life.